# Cult of the Dead Cow
Cult of Dead Cow (Culto da Vaca Morta, em português; também conhecidos pelo acrônimo cDc), é um grupo estado-unidense de hackers e uma organização de divulgação de mídia Faça você mesmo, fundada em 1984 em Lubbock, no estado do Texas.
Tornaram-se bastante conhecidos por volta de 1998 pela construção do Back Orifice, um trojan que, segundo o grupo, tinha o propósito de mostrar as falhas do Microsoft Windows 98.
Atualmente, o cDc hackeia todos os tipos de Windows, incluindo o Windows 7, Windows XP e Vista.